# Mike Awesome
Michael (Mike) Alfonso (Tampa, Flórida, 24 de Janeiro de 1965 -  Tampa, Flórida, 17 de Fevereiro de 2007), foi um lutador de wrestling mais conhecido pelo seu trabalho no Extreme Championship Wrestling com o nome de Mike Awesome.
Apesar de ser muito alto e pesado (201 cm. por 132 kg.) Awesome era incrivelmente ágil: conseguia realizar sem dificuldade muitas manobras, das mais simples às mais difíceis e perigosas.
Mike Awesome foi uma das estrelas estrangeiras da  "FMW", no Japão, tendo sido campeão do "ECW" em duas ocasiões (1999 e 2000), como peso-pesado.
Trabalhou alguns meses com a "WWF" depois do colapso da "WCW", tal como com a "All Japan", mas não lutou em algumas ocasiões.

## Morte
Awesome foi encontrado morto após ele ter se enforcado dentro de sua casa em Tampa, aos 42 anos, por um grupo de amigos, na noite de 17 de Fevereiro de 2007. A WWE reconheceu sua morte na transmissão de 20 de fevereiro do ECW on Sci-Fi com um gráfico "In Memory..." na abertura do programa, e dois dias depois sua família recebeu flores na Serenity Meadows Funeral Home em Riverview, Flórida.

## Campeonatos e feitos
- Extreme Championship Wrestling
  - ECW World Heavyweight Championship (2 vezes)
  - ECW World Tag Team Championship (1 vez) - com Raven

- Frontier Martial Arts Wrestling
  - FMW Independent World Heavyweight Championship (1 vez)
  - FMW Street Fight 6-Man Tag Team Championship (1 vez) -  com Horace Boulder & Hisakatsu Oya
  - FMW World Brass Knuckles Championship (2 vezes)
  - FMW World Brass Knuckles Tag Team Championship (2 vezes) - com Big Titan e Mr. Pogo

- Jersey All Pro Wrestling
  - JAPW Championship (1 vez)

- Major League Wrestling
  - MLW World Heavyweight Championship (1 vez)[2]

- WWE
  - WWF Hardcore Championship (1 vez)